# 1988 Delores
Delores (asteroide 1988) é um asteroide da cintura principal, a 1,9332383 UA. Possui uma excentricidade de 0,1024456 e um período orbital de 1 154,58 dias (3,16 anos).
Delores tem uma velocidade orbital média de 20,29459713 km/s e uma inclinação de 4,25179º.
Esse asteroide foi descoberto em 28 de Setembro de 1952 por Goethe Link Obs..